# GNU Privacy Guard
Gnu Privacy Guard (GnuPG) infrastruktura je javnih/privatnih ključeva koja je slobodan softver te predstavlja cjelovitu zamjenu za PGP. 

## Kreiranje javnog i privatnog ključa
Ako u svome home direktoriju nemate direktorij '.gnupg' kreirajte ga s mkdir .gnupg
i postavite dopuštenje chmod 700 .gnupg a zatim generirajte ključeve: gpg --gen-key
Možete odabrati tip ključa, minimalnu veličinu (1024 bita je sasvim dovoljno) i eventualno datum prestanka važenja ključa. 
Zatim unesite vaš 'User-ID' koji se sastoji od 'imena'.

## Vanjske poveznice
- GNU Privacy Guard službena stranica
- MacGPG
- GnuPG HOWTO